# Chantal Cahour
Pour les articles homonymes, voir Cahour.
Chantal Cahour, née le 22 décembre 1947 à Metz (Moselle), est une romancière française, auteur de littérature pour la jeunesse.

## Biographie
Après avoir exercé de multiples professions, Chantal Cahour publie son premier roman en 1993 et en a écrit une trentaine depuis.
Elle participe souvent à des animations autour du livre ou a des rencontres avec des classes d'écoles primaires ou de collège en France, ou même en Suisse. Elle vit à Angers.

## Œuvres
- Chantal Cahour (ill. Catherine Chion), Touche pas à mon père, Paris, Rageot, coll. « Cascade », 1993, 153 p. (ISBN 2-7002-0016-0, BNF 37159502)
- Chantal Cahour (ill. Béatrice Savignac), L'Insupportable G.T.M., Paris, Flammarion, coll. « Castor Poche », 1994, 47 p. (ISBN 2-08-162971-2, BNF 35648384)
- Chantal Cahour (ill. Bruno Leloup), Loulou la Menace, Paris, Rageot, coll. « Cascade », 1994, 87 p. (ISBN 2-7002-2254-7, BNF 35727691)
- Chantal Cahour (ill. Anne Romby), Adieu Benjamin, Paris, Rageot, coll. « Cascade », 1995, 155 p. (ISBN 2-7002-2303-9, BNF 35762505)
- Chantal Cahour (ill. Dorothée Robert), Loisillon la Terreur, Paris, Flammarion, coll. « Castor Poche », 1995, 93 p. (ISBN 2-08-164148-8, BNF 35791685)
- Chantal Cahour (ill. Michel Riu), Deux poisons dans l'eau, Paris, Rageot, coll. « Cascade », 1996, 152 p. (ISBN 2-7002-2385-3, BNF 35824645)
- Chantal Cahour (ill. Anne Bozellec), Surprise au bric-à-brac, Paris, Rageot, coll. « Cascade », 1997, 88 p. (ISBN 2-7002-2468-X, BNF 36179353)
- Chantal Cahour (ill. Anne Bozellec), Champions les rollers !, Paris, Rageot, coll. « Cascade », 1997, 90 p. (ISBN 2-7002-2469-8, BNF 36179365)
- Chantal Cahour (ill. Anne Bozellec), Myrtille n'en fait qu'à sa tête, Paris, Rageot, coll. « Cascade », 1998, 88 p. (ISBN 2-7002-2492-2, BNF 36202380)
- Chantal Cahour (ill. Anne Bozellec), Les quatre font la paire, Paris, Rageot, coll. « Cascade », 1998, 121 p. (ISBN 2-7002-2494-9, BNF 36201961)
- Chantal Cahour (ill. Anne Bozellec), Clément cherche la petite bête, Paris, Rageor, coll. « Cascade », 1999, 99 p. (ISBN 2-7002-2601-1, BNF 37050800)
- Chantal Cahour (ill. Anne Bozellec), Mon chien va à l'école, Paris, Rageor, coll. « Cascade », 1999, 155 p. (ISBN 2-7002-2573-2, BNF 36974222)
- Chantal Cahour (ill. Anne Bozellec), Mon cousin est célèbre, Paris, Rageot, coll. « Cascade », 2000, 89 p. (ISBN 2-7002-2669-0, BNF 37195070)
- Chantal Cahour (ill. Jérôme Brasseur), Le cadeau surprise, Paris, Rageot, coll. « Cascade », 2001, 44 p. (ISBN 2-7002-2728-X, BNF 37695514)
- Chantal Cahour (ill. Michel Riu), De l'eau plein les bottes, Paris, Rageot, coll. « Cascade », 2001, 152 p. (ISBN 2-7002-2717-4, BNF 39048717)
- Chantal Cahour, Je suis l'aîné et je ne peux compter sur personne, Paris, Oskar, 2014, 138 p. (ISBN 979-10-214-0167-9, BNF 43791294)